# Dragon Ball GT – The Movie: Son-Goku Jr.
Dragon Ball GT – The Movie: Son-Goku Jr. (悟空外伝! 勇気の証しは四星球 Gokū Gaiden! Yūki no Akashi wa Sūshinchū) ist ein in Japan als Fernsehfilm produziertes Special, das 1997 erschien und auch ab dem 27. Oktober 2003 in Deutschland in einer synchronisierten Fassung auf DVD veröffentlicht wurde. Dieser Film ist der einzige zur Fernsehserie Dragon Ball GT.

## Handlung
Etwa einhundert Jahre nach dem Ende der Handlung der Serie Dragon Ball GT ist die Erde ein friedlicher Ort. Die gealterte Pan hat allerdings so ihre Probleme mit ihrem Enkel, der zwar wie sein Vorfahr Son-Goku aussieht und auch seinen Namen trägt, aber kein Selbstvertrauen besitzt. Als Pan jedoch einen Herzanfall erleidet, macht sich Son-Goku jr. auf den Weg, um nach dem legendären Dragon Ball zu suchen, ohne zu wissen, dass er insgesamt sieben braucht.

### Synchronisation
Die deutschsprachige Fassung wurde in den Berliner MME Studios aufgenommen.
| Rolle        | Japanischer Sprecher (Seiyū) | Deutscher Sprecher |
| ------------ | ---------------------------- | ------------------ |
| Mamba        | Miki Itō                     | Sabine Winterfeldt |
| Pack         | Tōru Furuya                  | Till Völger        |
| Pan          | Yūko Minaguchi               | Marianne Lutz      |
| Rakkal       | Kazuyuki Sogabe              | Olaf Reichmann     |
| Son-Goku Jr. | Masako Nozawa                | Joseph Rebling     |
| Son-Goku     | Masako Nozawa                | Tommy Morgenstern  |
| Yao          | Ryūzaburō Ōtomo              | Tilo Schmitz       |

### Musik
Anlässlich der DVD-Veröffentlichung wurden Vor- und Abspann eingedeutscht und neu aufgenommen.